# Lüthi und Blanc
Die Schweizer Seifenoper Lüthi und Blanc war eine Sendung vom Schweizer Fernsehen (SF, heute Schweizer Radio und Fernsehen SRF) und wurde auf SF 1 (heute SRF 1) ausgestrahlt.
Die erste Folge wurde im Oktober 1999 gesendet, die 288. und letzte Folge am 13. Mai 2007.
Dazwischen lief die Serie wöchentlich – mit Ausnahme einer 14-wöchigen Sommerpause von Mitte Mai bis Ende August – am Sonntagabend um 20 Uhr auf SF 1. Die Folgen wurden am darauffolgenden Samstag um 18.10 Uhr auf SF 1 wiederholt.
Produziert wurde die Soap bis Ende Oktober 2006 von der Zürcher C-FILMS AG und Produzent Peter-Christian Fueter. Redaktionsleiter und damit Herr über den Inhalt war Niklaus Schlienger. Als Hauptautorin amtete – mit sieben Kollegen – Katja Früh.

## Handlung und Inhalt
Die oftmals in den Medien als „Schoggi-Soap“ apostrophierte TV-Serie verfügt über alle Merkmale einer klassischen Seifenoper. Sie beinhaltet jeweils verschiedene Handlungsstränge, die sich um das Schicksal der Familien rund um den eigensinnigen Schokoladefabrik-Patron Jean-Jacques Blanc (Hans Heinz Moser), seine Frau Johanna (Linda Geiser), deren Tochter Catherine (Isabelle von Siebenthal) und deren Schwiegersohn und Catherines Ehemann Martin Lüthi (Hans Schenker) drehen. Gegenspieler des Lüthi und Blanc-Clans und Bösewicht der Serie ist der undurchsichtige, intrigante Banker und uneheliche Sohn Blancs, Michael Frick (Gilles Tschudi).
Die Handlungsorte konzentrieren sich auf Zürich sowie Sainte-Croix VD, den Standort der (fiktiven) Schokoladenfabrik J.J. Blancs. Unter den Schauplätzen befinden sich neben den Wohn- und Arbeitsorten der genannten Personen unter anderem die „Calvados-Bar“ in Zürich-Wiedikon, welche von Martin Lüthis Mutter Lilian (Renate Steiger) sowie seiner Halbschwester Maja (Tonia Maria Zindel) und deren Mann Steve Meier (Martin Schenkel bzw. Roeland Wiesnekker) geführt wird, verschiedene Wohngemeinschaften, sowie ein Bauernhof in der Zürcher Provinz. Dazu kommen die als Treffpunkte dienenden fiktiven Restaurants „De la Poste“ in Sainte-Croix und „Balthasar“ in Zürich.
Weitere wichtige Charaktere sind die verwitwete, intrigante Klatschreporterin Lisbeth Rohner (Esther Gemsch), deren Schwager, der heuchlerisch anmutende Pfarrer Ulrich Rohner (René Schoenenberger); Strassenkehrer und „Calvados“-Stammgast Willi (Beat Schlatter); der Sohn des Ehepaars Lüthi und Junganwalt Thomas (Benjamin Fueter), seine Schwester Julia (Stefanie Stämpfli) und Thomas’ Ex-Freundin Lotta Waser (Viola Tami). Der Volksschauspieler Mathias Gnädinger ist in der Rolle des Bauern Ruedi Egger zu sehen. Zu beachten ist natürlich, dass sich Personenkonstellationen und Schauplätze während der ausgestrahlten über 200 Folgen teilweise stark geändert haben.
Zu Beginn war die Serie als sprachübergreifendes Projekt konzipiert; Die Serie lief in synchronisierten Fassungen auch auf den SRG-Stationen TSR und TSI. Neben den Schauplätzen in der Deutsch- und Westschweiz gab es zusätzlich einen Handlungsort im Tessin. Dieses Konzept scheiterte jedoch, und Lüthi und Blanc wurde als rein deutschschweizerisches Projekt weitergeführt. Übrig blieb die zeitweise Zweisprachigkeit der Serie. So sprechen zwar die Hauptdarsteller in der Regel deutsch miteinander, bei Konversationen mit Aussenstehenden im Waadtland wird jedoch auch in der Mundartfassung oft Französisch gesprochen.
In der Serie werden zum Teil kontroverse Themen angeschnitten, wie etwa Drogenmissbrauch, häusliche Gewalt, Homosexualität, Inzest, Polygamie, Prostitution, Rassismus, Sans Papiers und Zölibat. Augenfällig ist, dass sich die dargestellten sozialen Milieus oft stark unterscheiden; deren Berührungspunkte sind weiterer Handlungsstoff der Serie.

## Studio und Produktion
Rund 80 % der Szenen wurden in einem eigens für die Soap eingerichteten Studio in Glattfelden gedreht. In der ehemaligen Spinnerei standen über 30 Dekors für die Serie. Zu den bekanntesten zählten die «Villa Blanc» und die «Calvados-Bar», die in Zürich real existiert und im Studio leicht modifiziert nachgebaut wurde. Der kleinere Teil, etwa 20 % aller Szenen, wurde „on location“ gedreht. Rund vier Wochen im Jahr war die Lüthi-und-Blanc-Crew für Dreharbeiten in der Schweiz unterwegs. Als Aussenansichten gedreht wurde etwa in Estavayer-le-Lac (Villa Blanc) und Embrach (Bauernhof); die Aussenansichten beschränken sich jedoch zumeist auf kurze Einspieler bei Szenenwechseln und wurden in der Regel mehrfach wiederverwendet. Die Besetzung der Rolle des Steve Meiers wechselte von Martin Schenkel aufgrund dessen krankheitsbedingten Rückzugs aus dem öffentlichen Leben zu Roeland Wiesnekker.
Die Serie wurde bis zu neun Monate im Vorlauf vor der Ausstrahlung gedreht. Die Drehbücher waren zusätzlich noch ein halbes Jahr im Voraus. Gedreht wurde in sogenannten Unterstaffeln, welche einem Regisseur zugeordnet waren. Die Dreharbeiten waren nicht öffentlich, dafür konnte man die Filmstudios Glattfelden besichtigen – eine Möglichkeit, die von mehreren Tausend Besuchern jährlich genutzt wurde.
Mit auffälliger Häufigkeit ragt versehentlich ein Mikrofon über den oberen Bildrand. Die Produktionskosten wurden teils über Produktplatzierungen gedeckt.

## Besetzung

### Hauptdarsteller
| Schauspieler               | Rollenname                  | Folgen                         | Jahr                 |
| -------------------------- | --------------------------- | ------------------------------ | -------------------- |
| Hans Heinz Moser           | Jean-Jacques Blanc          | 1–288                          | 1999–2006            |
| Linda Geiser               | Johanna Blanc               | 1–288                          | 1999–2006            |
| Isabelle von Siebenthal    | Catherine Lüthi, geb. Blanc | 1–288                          | 1999–2006            |
| Hans Schenker              | Martin Lüthi                | 1–288                          | 1999–2006            |
| Benjamin Fueter            | Thomas Lüthi                | 1–288                          | 1999–2006            |
| Stefanie Stämpfli          | Julia Lüthi                 | 1–158, 196, 259–288            | 1999–2004, 2006      |
| Viola Tami                 | Lotta Waser                 | 1–288                          | 1999–2006            |
| Tonia Maria Zindel         | Maja Lüthi                  | 1–288                          | 1999–2006            |
| Martin Schenkel            | Steve Meier #1              | 1–140                          | 1999–2003            |
| Noel Wigger                | Pascal Lüthi                | 1–218                          | 1999–2005            |
| Renate Steiger             | Lilian Lüthi                | 1–288                          | 1999–2006            |
| Yor Milano                 | Franco Moretti              | 1–99, 117                      | 1999–2003            |
| Esther Gemsch              | Lisbeth Rohner              | 1–288                          | 1999–2006            |
| Hanspeter Müller-Drossaart | Hanspeter Rohner †          | 1–45, 287                      | 1999–2000, 2006      |
| Beat Schlatter             | Willi Huber                 | 1–288                          | 1999–2006            |
| Gilles Tschudi             | Michael Frick               | 2–288                          | 1999–2006            |
| Anja Margoni               | Natalie Rohner              | 2–120, 184–223, 281–288        | 1999–2002, 2005–2006 |
| Monica Budde               | Madame Delley               | 2–288 (sporadische Auftritte)  | 1999–2006            |
| René Vuilleumier           | Pierre                      | 2–217 (sporadische Auftritte)  | 1999–2005            |
| Graziella Rossi            | Abusinda                    | 3–288                          | 1999–2006            |
| Jessica Früh               | Dorothea Hurni-Frick        | 3–75, 107–288                  | 1999–2006            |
| Daniel Bill                | Claude                      | 4–26                           | 1999                 |
| Patrick Frey               | Kurt Schwarz                | 5–288                          | 1999–2006            |
| Bernhard Michel            | Lucky Schmid †              | 6–66                           | 1999–2001            |
| Jacques Michel             | Dr. Petiot                  | 8–264 (sporadische Auftritte)  | 1999–2006            |
| René Schoenenberger        | Ulrich Rohner               | 9–47, 86–102, 152–244, 280–287 | 1999–2006            |
| Dorothée Reize             | Angelika                    | 9–47                           | 1999–2000            |
| Anne-Laure Luisoni         | Madame Fonjallaz            | 11–287 (sporadische Auftritte) | 1999–2004, 2006      |
| Ludwig Boettger            | Albert Fink                 | 21–76, 107–288                 | 1999–2006            |
| Ettore Cella               | Lukas Wälti-Kern †          | 27–33, 54–86                   | 2000–2001            |
| Jodoc Seidel               | Josef †                     | 27–90                          | 2000–2001            |
| Sibylle Courvoisier        | Letti Merian                | 31–158 (sporadische Auftritte) | 2000–2003            |
| Hanna Scheuring            | Jeanine Wälti-Kern          | 32–118                         | 2000–2002            |
| Joris Gratwohl             | Maurizio Galfatti           | 37–108                         | 2000–2002            |
| Klaus-Henner Russius       | Dr. Honecker                | 46, 66–68, 253–262             | 2000, 2006           |
| Katharina von Bock         | Sabina Köster               | 49–142, 166–288                | 2000–2006            |
| Tessie Tellmann            | Ursula Schmid               | 50–105, 159–288                | 2000–2002, 2004–2006 |
| Hansrudolf Twerenbold      | Heinz Schmid †              | 50–67                          | 2000                 |
| Alfred Pfeiffer            | Schmuklerski                | 50–67                          | 2000–2001            |
| Margot Gödrös              | Filomena Galfatti           | 58–105                         | 2000–2002            |
| Andreas Krämer             | Geri                        | 72–80, 123–140                 | 2001–2003            |
| Jean-Pierre Cornu          | Dr. Tobler                  | 72–127, 148–154                | 2001–2004            |
| Stefan Gubser              | Andreas Brenzikofer         | 74–83, 171–196                 | 2001, 2004           |
| Regula Stüssi              | Sekretärin Kuster           | 76–283 (sporadische Auftritte) | 2001–2006            |
| Raphael Clamer             | Alex Weiss                  | 77–120, 164–264                | 2001–2006            |
| Bernard Michel             | Daniel Schmid               | 84–158                         | 2001–2004            |
| Anne-Marie Blanc           | Esther Weiss                | 91–92, 109, 116, 177, 219      | 2001–2002, 2004–2005 |
| Kurt Grünenfelder          | Jürg Stalder †              | 93–115                         | 2001–2002            |
| Andrea Marin               | Margrith "Angelique" Müller | 94–126, 151–153, 247           | 2001–2005            |
| César Keiser               | Alfred Bernasconi           | 94–147 (sporadische Auftritte) | 2001–2003            |
| Roland Herrmann            | Paul Nyffenegger            | 96–133, 168–179, 211–216       | 2001–2005            |
| Monica Gubser              | Gertrud Frick †             | 102–132                        | 2002–2003            |
| Jürgen Brügger             | Zgraggen                    | 103–170, 209–213               | 2002–2004            |
| Basile Canonica            | Benjamin Lüthi-Frick #2     | 103, 130–143, 180–288          | 2002–2006            |
| Tiziana Burkart            | Tamara Müller               | 104–288                        | 2002–2006            |
| Manuel Löwensberg          | Urs Wicky                   | 112–128, 153–200, 221–288      | 2002–2006            |
| Mathias Gnädinger          | Ruedi Egger                 | 120–288                        | 2003–2006            |
| Olivia Kunz                | Marilène Lüthi #2           | 121–288                        | 2003–2006            |
| Birgit Steinegger          | Doris Ruf                   | 141–203, 275–278               | 2004–2006            |
| Roeland Wiesnekker         | Steve Meier #2              | 143–288                        | 2003–2006            |
| Anikó Donáth               | Doris Hummer                | 160, 264–287                   | 2004, 2006           |
| Walter Andreas Müller      | Bela Straub                 | 163–219                        | 2004–2005            |
| Jörg Schneider             | Oskar Wehrli                | 169–196, 217–288               | 2004–2006            |
| Sabina Schneebeli          | Regula Imboden †            | 175–263                        | 2004–2006            |
| Helmut Vogel               | Rainer Sanders              | 196–268, 281                   | 2004–2006            |
| Joel Basman                | Zizou Imboden               | 199–286                        | 2004–2006            |
| Andreas Matti              | René Imboden †              | 208–216, 254–263               | 2004, 2006           |
| Hans-Joachim Frick         | Jori Weiss                  | 219–288                        | 2005–2006            |
| Sara Capretti              | Bianca Beck                 | 227–282                        | 2005–2006            |
| Jürgen Sarkiss             | Damian Köster †             | 244–260                        | 2005–2006            |
| Sophie Redlhammer          | Muriel Köster               | 253–288                        | 2006                 |
| Urs Remond                 | Nick                        | 277–288                        | 2006                 |

### Gaststars
- Filippo Leutenegger (Episode 48)
- Nella Martinetti (Episode 51)
- Moritz Leuenberger (Episode 52)
- Caroline Rasser (Episode 52)
- Jean-Pierre Le Roy (Episode 83)
- Patricia Boser (Episode 136)
- Sven Epiney (Episode 137)
- Pierre Brice (Episode 165)
- Kurt Aeschbacher (Episoden 176 + 177)
- Bea Petri (Episode 177)
- Beni Thurnheer (Episoden 203, 231, 239, 255)
- Dani Fohrler (Episode 204)
- Trudi Gerster (Episode 207)
- Gwendolyn Rich (Episode 214)
- Jürg Marquard (Episode 246)
- Patrick Rohr (Episode 276)
- Renzo Blumenthal (Episode 286)

Im Laufe der Jahre verstarben drei an der Produktion der Soap beteiligte Personen: Ein Techniker, der Schauspieler Martin Schenkel und die Schauspielerin Sibylle Courvoisier. Schenkels Rolle, Steve Meier, wurde ab der 140. Folge mit einem anderen Schauspieler, Roeland Wiesnekker, besetzt, jene von Courvoisier, Letti Merian, wurde nach Courvoisiers Tod aus den Drehbüchern gestrichen.

## Staffeln
| Staffel | Episodenanzahl | Erstausstrahlung Deutschschweiz | Erstausstrahlung Deutschschweiz |
| Staffel | Episodenanzahl | Staffelpremiere                 | Staffelfinale                   |
| ------- | -------------- | ------------------------------- | ------------------------------- |
| 1       | 26             | 10. Oktober 1999                | 26. März 2000                   |
| 2       | 43             | 27. August 2000                 | 1. Juli 2001                    |
| 3       | 32             | 14. Oktober 2001                | 19. Mai 2002                    |
| 4       | 39             | 25. August 2002                 | 18. Mai 2003                    |
| 5       | 38             | 31. August 2003                 | 16. Mai 2004                    |
| 6       | 38             | 29. August 2004                 | 16. Mai 2005                    |
| 7       | 36             | 28. August 2005                 | 14. Mai 2006                    |
| 8       | 36             | 27. August 2006                 | 13. Mai 2007                    |